# نجات از مرگ
نجات از مرگ (به انگلیسی: Out of Death) یک فیلم دلهره‌آور و جنایی آمریکایی محصول ۲۰۲۱ به کارگردانی مایک برنز با بازی بروس ویلیس و جیمی کینگ است.

## داستان
فیلم در مورد زنی به نام شانون (با بازی جیمی کینگ) است که به صورت ناخواسته شاهد قتل فردی به دست یک افسر پلیس میشود. اکنون این افسر پلیس که متوجه حضور شانون شده، تلاش میکند تا وی را نیز به قتل برساند. اما شانون در حین فرار با یک پلیس بازنشسته به نام جک (با بازی بروس ویلیس) روبرو شده و از وی درخواست کمک میکند تا اینکه… 

## بازیگران اصلی
- بروس ویلیس[۴]
- جیمی کینگ
- لالا کنت[۵]

## تولید
فیلمبرداری در نوامبر سال ۲۰۲۰ به پایان رسید.